# Microscópio eletrônico de baixa voltagem
Microscópio eletrônico de baixa voltagem (MEBV) ou microscópio eletrônico de baixa tensão (LVEM, do inglês low-voltage electron microscope) é um microscópio eletrônico que opera a voltagens de aceleração de poucos quiloelétron-volts ou menos. Embora a técnica de microscopia eletrônica de baixa tensão nunca irá substituir convencional microscópios eletrônicos de alta tensão, está se tornando rapidamente apreciada por muitas disciplinas diferentes. Existem algumas vantagens significativas na obtenção de para representação gráfica em um MEBV que permitem imagens de alta qualidade produzida a partir de amostras que seriam impossíveis de visualizar com as técnicas de microscopia eletrônica convencional.
Atualmente, existe apenas um microscópio eletrônico de transmissão de baixa tensão disponível comercialmente. Embora a sua arquitetura seja muito semelhante a um microscópio eletrônico de transmissão (MET) convencional, tem algumas mudanças fundamentais que lhe permitam tirar vantagem de uma fonte de elétrons de 5 keV. Sua coluna de elétrons é montada invertida, ou seja, a fonte está no fundo do instrumento. No  modo MET, os elétrons são direcionados para cima através da amostra e formam uma imagem clara em uma tela de YAG monocristalino. Objectivas de luz são então utilizadas para ampliar a imagem após a câmera CCD. A coluna tem detectores internos para medir elétrons retrodispersos para imagens no modo MEV. O aparelho também inclui um fotomultiplicador utilizado para a imagem no  modo MEVT.